# Chiesa di San Nicola (San Severo)
La chiesa di San Nicola è uno dei maggiori edifici sacri di San Severo.
L'esterno di questo grande tempio, seconda parrocchia della città, è all'insegna dell'incompiutezza, essendo incompleti sia il campanile sia la grande facciata barocca in pietra e laterizi, priva del secondo ordine. All'interno, invece, regna una geniale e assai raffinata ricchezza decorativa. La sfarzosa ma elegantissima scenografia rococò, ideata nel secondo Settecento dall'architetto lombardo Ambrosio Piazza, è dominata da uno stupefacente soffitto di Nicola Menzele (Il miracolo delle donzelle del 1769) e adornata da belle statue lignee (tra cui un crocifisso cinquecentesco, verosimilmente di ambito veneto, e il settecentesco San Nicola opera del molisano  Paolo Saverio Di Zinno) e interessanti dipinti dello stesso Menzele.
La decorazione a stucco si deve allo stesso Piazza, autore anche delle quattro statue colossali di Mosè, Geremia, Davide e Isaia poste in alto agli angoli della navata, mentre il prestigioso altare maggiore settecentesco, in marmi policromi, è stato realizzato da Filippo Belliazzi tra il 1779 e il 1780. Notevoli il monumentale organo a canne di Innocenzo Gallo (sec. XVIII), le grandi acquasantiere rococò in bardiglio e, nell'abside, il severo coro ligneo. Di grande importanza è anche il fonte battesimale medievale. La sacrestia, magnificamente decorata da Piazza e adorna di statue e dipinti, è la maggiore della città.

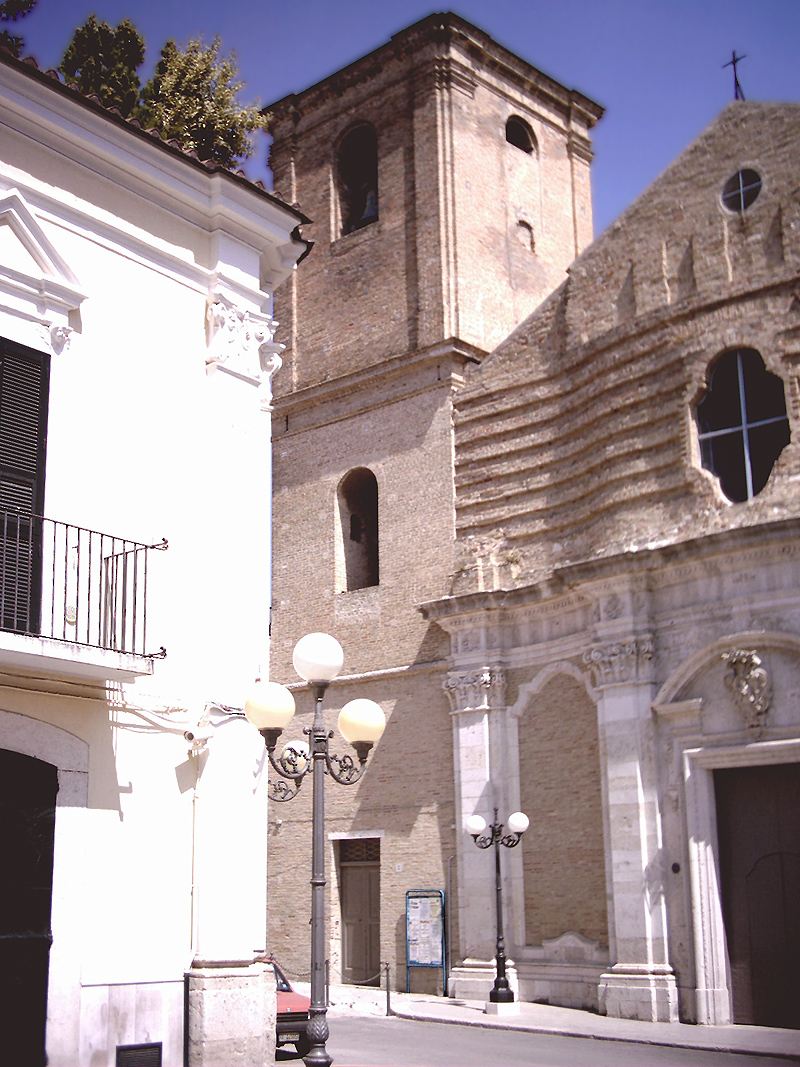
Il campanile
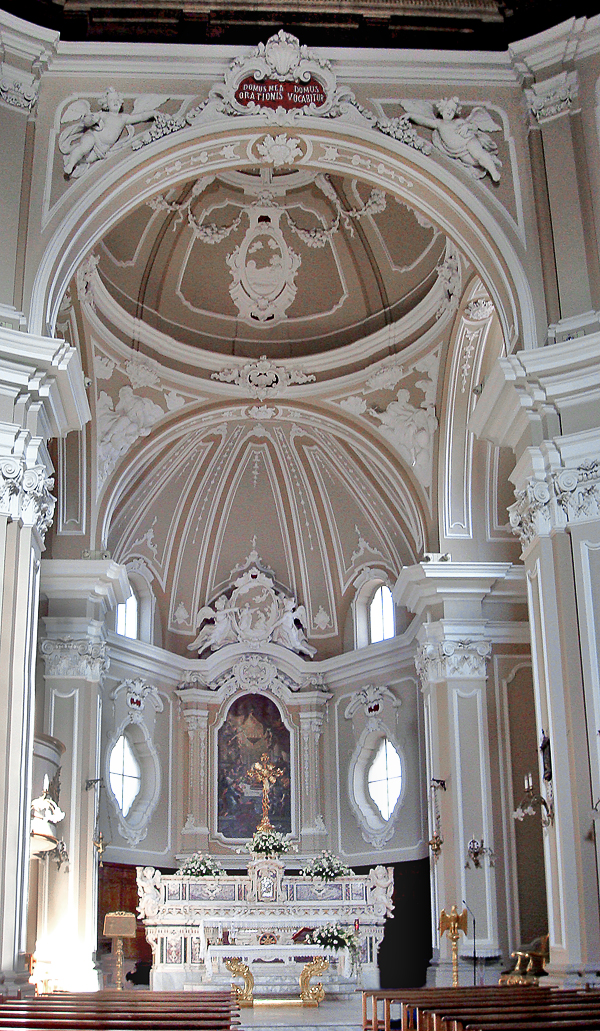
L'interno
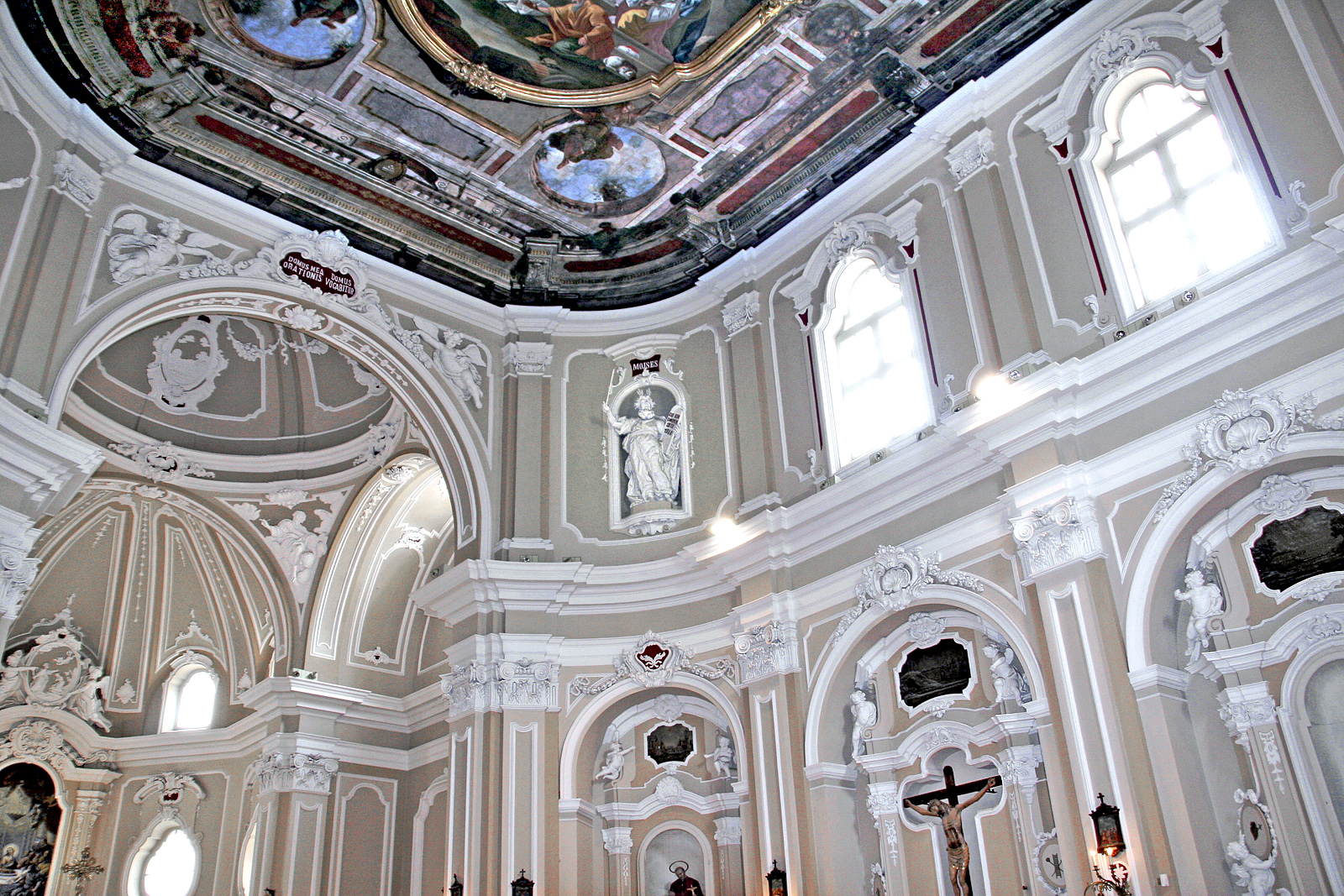
Scorcio
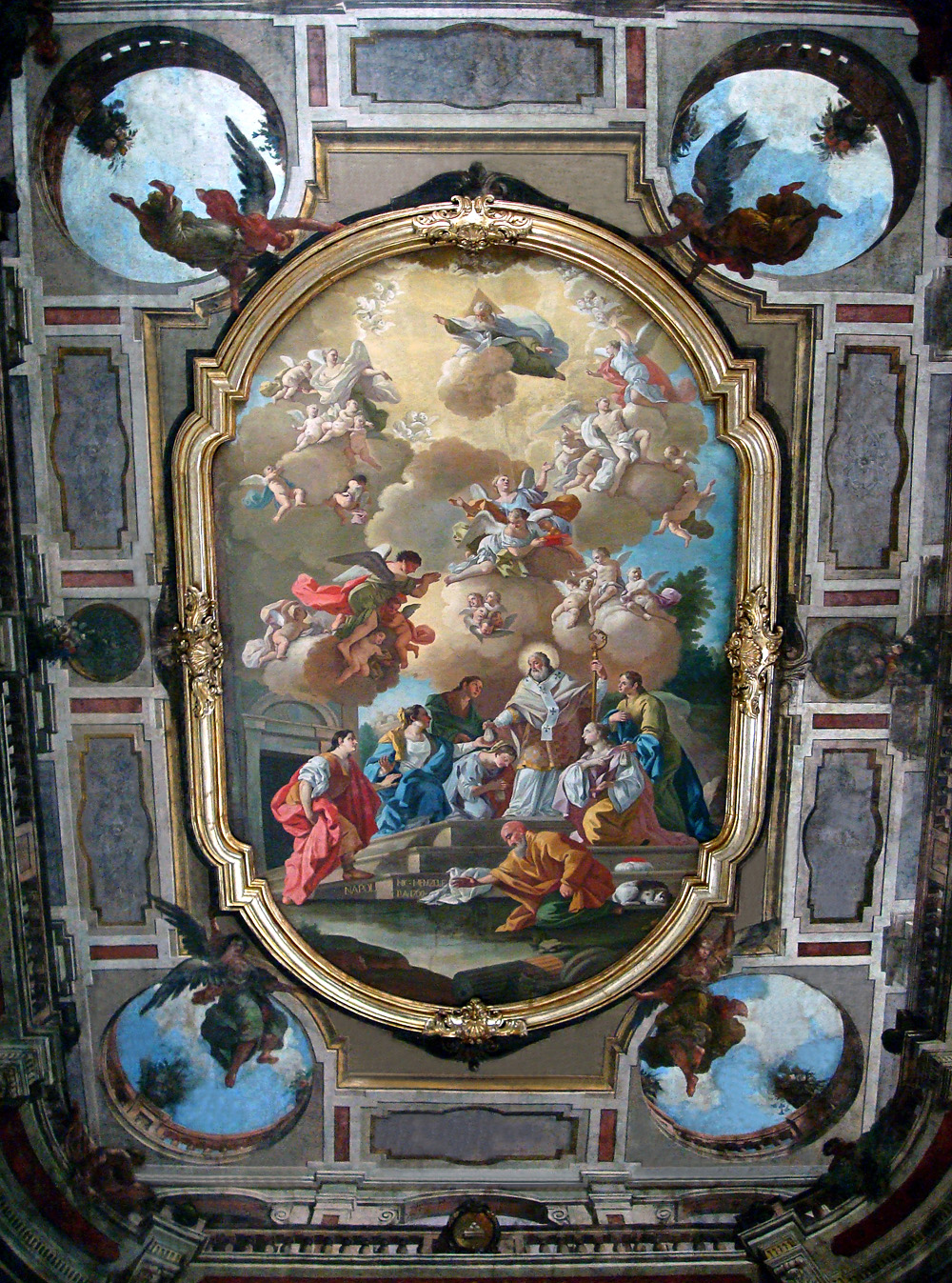
Soffitto
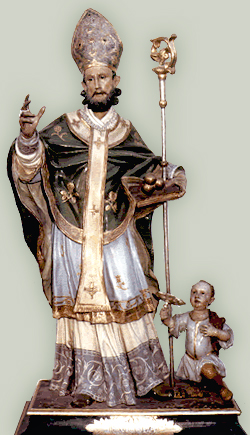
La statua di san Nicola